# Đảo san hô vòng Enewetak

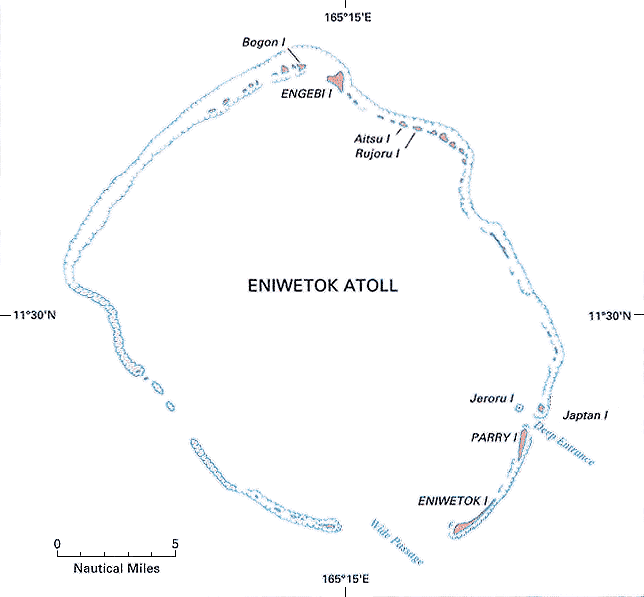
Bản đồ đảo san hô vòng Enewetak

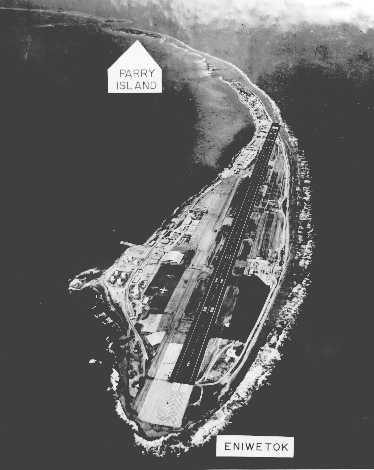
Enewetak và Parry

Enewetak (tên tiếng Anh: Enewetak Atoll) là một đảo san hô vòng gồm 40 đảo nhỏ nằm ở Thái Bình Dương thuộc chuỗi đảo Ratak của quần đảo Marshall. Đảo chỉ có diện tích khoảng 5.85 km².